# Mainz-Bretzenheim
Cet article concerne un quartier de Mayence. Pour municipalité de l'Arrondissement de Bad Kreuznach, voir Bretzenheim.
Bretzenheim est un quartier (Ortsbezirk) de Mayence, capitale du Land de Rhénanie-Palatinat. Bretzenheim a été rattaché à Mayence le 1er janvier 1930 et a près de 20 000 habitants en 2024.

## Histoire
Bretzenheim est un des plus anciens lieux habités du voisinage de Mayence. Des indices de présence de l'époque préhistorique, de l'époque romaine ou de l'époque franque montrent une implantation autour des sources et du cours supérieur du Zaybach.

### Le toponyme
En 235 l'empereur Sévère Alexandre est assassiné par des soldats rebelles dans le voisinage de Mogontiacum (Mayence) : le lieu de cet événement est décrit par l'historien Aurelius Victor comme vicus Britanniae, ce qui correspond sans doute à Bretzenheim ; il s'agirait alors de la plus ancienne attestation du toponyme ; le nom viendrait de Britanniques déportés à cet endroit. À l'époque franque, le sources des VIIIe et IXe siècles mentionnent : Brittinheim, Brizzenheim et d'autres variantes. À l'époque médiévale, Bretzenheim apparaît dans un document du 18 janvier 752 comme villa nominata Prittonorum.
La correspondance entre l'ancien vicus Britanniae et Bretzenheim est cependant contestée. Les opposants de cette hypothèse s'appuient sur des arguments tirés de l'archéologie : pas de preuves d'une implantation qui mériterait le titre de vicus à Bretzenheim. Selon eux, le terme villa Prittonorum serait une latinisation par un érudit d'un nom de lieu lié à un certain Bretzo, lequel semble avoir joué un rôle notable à l'époque franque.

### Vignoble attesté à Bretzenheim
Un témoignage daté de 754 atteste la culture du vignoble à Bretzenheim : une donation à l'Abbaye Saint-Maximin de Trèves mentionnée dans les Fulderschenkungen (archives de Fulda) : « Moi, Adalbert, fais donation d'une autre vigne devant les murs de la ville de Mayence, au lieu-dit « Dorf Brezzenheim »... ».

### Dépendance du monastère de Dalheim
En 1296 la seigneurie de Bretzenheim revient au couvent de moniales voisin de Dalheim. De là vient que l'abbesse avait droit de justice, droit de légiférer et de prélever les impôts. Les habitants de Bretzenheim avaient statut de serfs de l'abbaye.
La seigneurie des moniales durera jusqu'à l'époque des guerres de coalitions contre la France : en 1797, Bretzenheim est compris dans l'ensemble des territoires de la rive gauche du Rhin sous influence française, avant d'être rattaché au grand-duché de Hesse après la chute de Napoléon et le Congrès de Vienne (1815).

### Incorporation à Mayence
En 1930 Bretzenheim est incorporée à Mayence, en même temps que Weisenau, Bischofsheim, Ginsheim et Gustavsburg.

## Religions
- Deux paroisses catholiques (Saint-Georges et saint Bernhard[5]) regroupées en un groupe paroissial Zaybachtal[6]
- Une paroisse protestante de l'évangéliste Philippe[7]
- La communauté juive est attestée par l'ancien cimetière juif, et le nouveau à l'intérieur du cimetière chrétien. Le culte est plutôt célébré à la nouvelle synagogue (Mainz-Neustadt)
- La communauté musulmane, principalement d'origine turque, a un lieu de culte sur Bretzenheim[8]

## Conseil de quartier (Ortsbeirat)

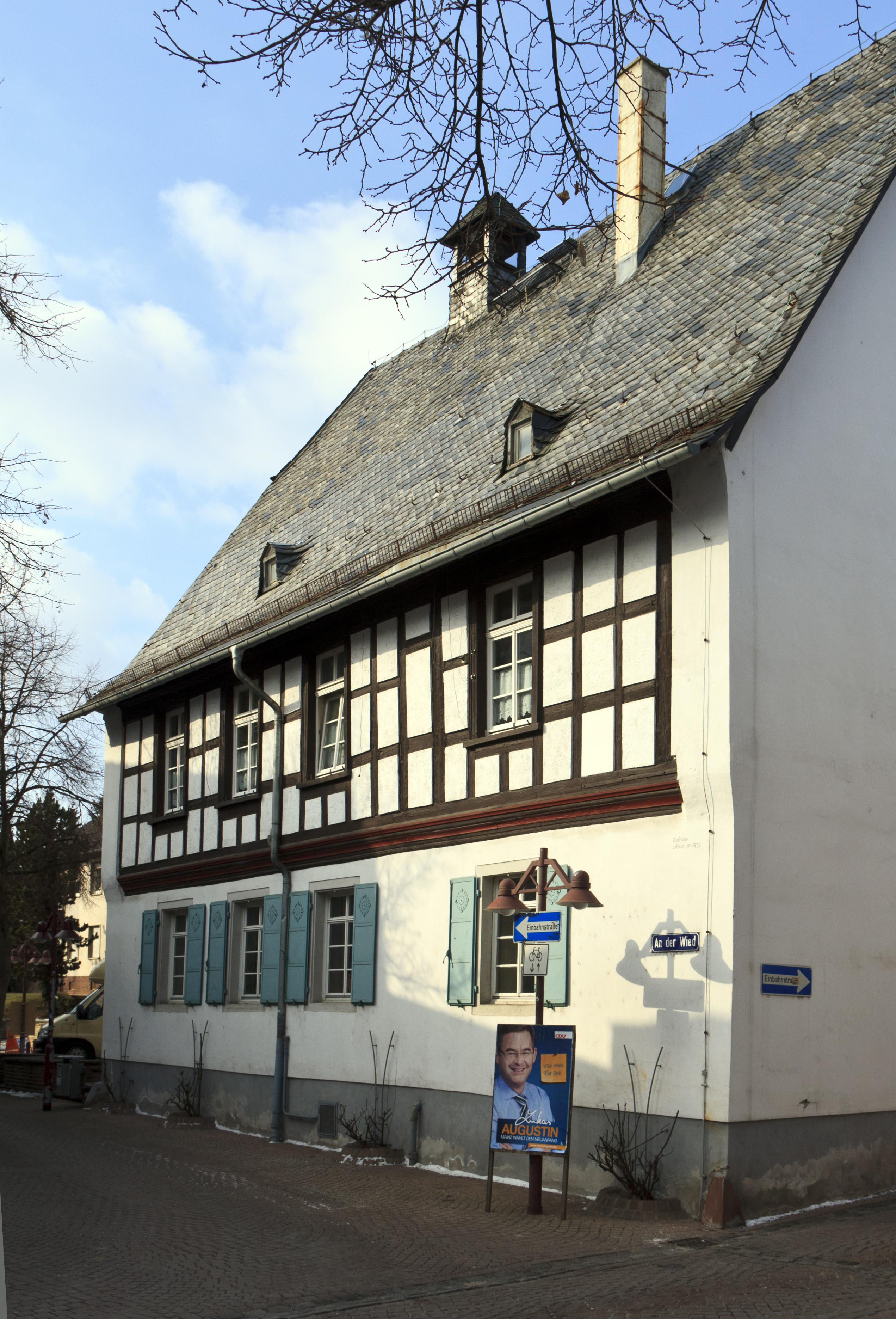
La mairie de Bretzenheim, sise :
An der Wied 2, 55128 Mainz

Le maire (Ortsvorsteherin) est Claudia Siebner (CDU), depuis 2014.
Au conseil de quartier (Ortsbeirat) cinq partis sont représentés, à la suite des élections de 2014. 
| Parti            | CDU | SPD | Grüne | ÖDP | FDP |
| Nombre de sièges | 5   | 3   | 3     | 1   | 1   |

## Blason

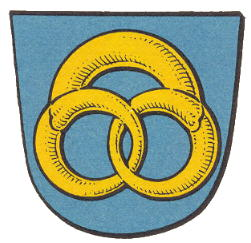
Armes de Bretzenheim

Ce serait une abbesse de Dalheim qui aurait amené avec les armes de sa famille ces trois anneaux (de), dont on se sert pour signer les actes et marquer les propriétés. Ces trois anneaux deviennent représentatifs du lieu à partir du XVIIIe siècle. La forme de bretzel qui apparaît dans les armes locales peut paraître avoir toujours été, mais ce n'est qu'en 1920 que ces armes deviennent officielles.

## Culture et curiosités

### Musées
- Musée de l'ancienne briqueterie[9]
- Musée d'histoire locale[10]

### Monuments

#### Zones protégées
| Ancienne briqueterie (de)      | 1904 ss.                          | four avec superstructure à colombages, par Peter Koppa de Weisenau, cheminée imposante, séchoirs couverts | Ziegeleipfad | 49° 58′ 29″ N, 8° 15′ 10″ E |  |
| Cœur historique de Bretzenheim | XVIIIe et XIXe siècles            | Cœur du village ancien avec des rues à deux voies dans le cadre de l'ancienne enceinte médiévale : petits ensembles correspondant à d'anciens bâtiments d'exploitations agricoles, souvent en forme de L avec une cour ; paysage urbain remarquable autour de l'église paroissiale Saint-Georges (baroque), de l'ancienne école (1846/48) et de l'hôtel de ville Renaissance | An der Oberpforte, An der Riegelspforte, An der Wied, Anzengasse, Bäckergasse, Faulhaberstraße, Gänsmarkt, Kirchenpforte, Rathausstraße, Roetgenstraße, Steinbiedengasse, Wilhelmstraße, Zaybachstraße | 49° 58′ 55″ N, 8° 14′ 38″ E |  |
| Ancien cimetière juif (de)     | 1883                              | 18 pierres tombales de 1888-1919 ; mur partiellement en briques, poteaux remarquables | Dantestraße | 49° 59′ 00″ N, 8° 14′ 33″ E |  |
| Am Mühlbach                    | premières décennies du XXe siècle | ensemble de maisons de style villa à un ou deux étages, avec petit jardin | Am Mühlbach 20–28 (numéros pairs), 23–33 (numéros impairs), Teichstraße 2 | 49° 58′ 55″ N, 8° 14′ 48″ E |  |
| Nouveau cimetière juif (de)    | 1911                              | au sein du cimetière chrétien, 19 tombes avec des inscriptions remarquables | Am Ostergraben | 49° 59′ 05″ N, 8° 14′ 02″ E |  |

#### Édifices remarquables
| Calvaire                                    | 1913                             | en grès rouge, attribué à Ludwig Lipp senior (de) | Am Ostergraben, dans le cimetière                       | 49° 59′ 05″ N, 8° 14′ 02″ E |  |
| Bâtiment et cour                            | XVIIIe siècle                    | Demeure baroque, en partie à colombages | An der Kirchenpforte 1                                  | 49° 58′ 57″ N, 8° 14′ 39″ E |  |
| Bâtiment et cour                            | XVIIIe siècle                    | Dreiseithof : bâtiment à étages orné de stuc, daté de 1835, mais dont la structure remonte au XVIIIe siècle ; grange en pierre, XIXe siècle | An der Oberpforte 2                                     | 49° 58′ 50″ N, 8° 14′ 19″ E |  |
| Demeure                                     | milieu du XVIIIe siècle          | Demeure baroque tardif, en partie à colombages | An der Oberpforte 21                                    | 49° 58′ 47″ N, 8° 14′ 21″ E |  |
| Mairie                                      | 1575                             | Ancien hôtel de ville ; bâtiment en partie à colombages, tour à baie vitrée | An der Wied 2                                           | 49° 58′ 57″ N, 8° 14′ 38″ E |  |
| Bâtiment et cour                            | milieu du XVIIIe siècle          | bâtiment en L ; stucs baroques tardifs, restauré en 1840, bâtiment commercial fin XIXe siècle, début XXe siècle | An der Wied 3                                           | 49° 58′ 57″ N, 8° 14′ 38″ E |  |
| Église paroissiale catholique Saint-Georges | 1720–22                          | la tour avec deux étages romans et un étage gothique, abrite un clocher arrangé à la baroque et est coiffée d'un toit en forme d'oignon datant de 1896 (Ludwig Becker); la nef principale est de style baroque, 1720–22 par Christoph Lechleitner, le portail sud est daté de 1720 (tailleur de pierre B. Glöckner); le porche et la sacristie remontent à 1959 (Hugo Becker) | An der Wied 5                                           | 49° 58′ 56″ N, 8° 14′ 37″ E |  |
| Monument aux morts                          | 1922                             | Mémorial de la guerre de 1914-1918, 1922 par Wilhelm Merten | An der Wied, près du N. 5                               | 49° 58′ 58″ N, 8° 14′ 35″ E |  |
| Demeure                                     | première moitié du XVIIIe siècle | demeure baroque, en partie à colombages | An der Wied 6                                           | 49° 58′ 55″ N, 8° 14′ 37″ E |  |
| Demeure                                     | XVIIIe siècle                    | demeure noble, en partie à colombages | An der Wied 8                                           | 49° 58′ 55″ N, 8° 14′ 37″ E |  |
| Demeure                                     | XVIIIe siècle                    | demeure de structure baroque, en partie à colombages, pignon historié de 1860 | An der Wied 36                                          | 49° 58′ 53″ N, 8° 14′ 27″ E |  |
| Monument Ludwig                             | 1874                             | monument dédié aux anciens de l'association Ludwig, daté de 1874 | Bahnstraße                                              | 49° 58′ 58″ N, 8° 14′ 50″ E |  |
| École Heinrich-Mumbächer                    | 1887                             | ancien bâtiment en trois parties, avec façade en brique ornée de frises en céramique, daté de 1887, par A. Regner | Essenheimer Straße 40                                   | 49° 58′ 46″ N, 8° 14′ 36″ E |  |
| Maison Spritzen                             | 1904                             | bâtiment de briques, avec tour de séchage couronnée d'un toit pyramidal | Gänsmarkt 16                                            | 49° 58′ 50″ N, 8° 14′ 20″ E |  |
| Maison paroissiale évangélique              | 1909–1911                        | bâtiment sophistiqué avec des ornementations en stuc, des mansardes aménagées, 1909–11 par l'architecte Leydhecker | Hochstraße 16                                           | 49° 58′ 47″ N, 8° 14′ 48″ E |  |
| Tunnel aquatique Schönborn                  | 1724–1728                        | long de près de 200 m, haut de 2,20 m, avec une voûte en berceau et des niches, 1724–28 par le maître d'ouvrage Stumpf de Vienne | Mühlweg, entre les N. 11–25                             | 49° 58′ 54″ N, 8° 14′ 51″ E |  |
| Intérieur de moulin                         | spätes 17. Jahrhundert           | salle principale du corps de l'ancien moulin Regnerschen, remontant pour la structure au XVIIe siècle, réutilisé au XVIIIe et XIXe siècles, avec des éléments sont datés par dendrochronologie de 1800 | Mühlweg, au Nr. 42                                      | 49° 58′ 58″ N, 8° 14′ 57″ E |  |
| Lieu de culte et maison paroissiale         | 1892-1893                        | ancien lieu de culte protestant, bâtiment néo-gothique en brique rouge, par J. Meyer | Pfarrer-Veller-Straße 14                                | 49° 58′ 47″ N, 8° 14′ 48″ E |  |
| Demeure                                     | première moitié du XVIIIe siècle | demeure baroque, an partie à colombages | Rathausstraße 2                                         | 49° 58′ 57″ N, 8° 14′ 39″ E |  |
| Réservoir à eau                             | 1905                             | petit bâtiment art nouveau, rustique | à l'ouest de la localité ; parcelle Der Große Gleißberg | 49° 57′ 58″ N, 8° 13′ 13″ E |  |

### Parc Lindenmühle

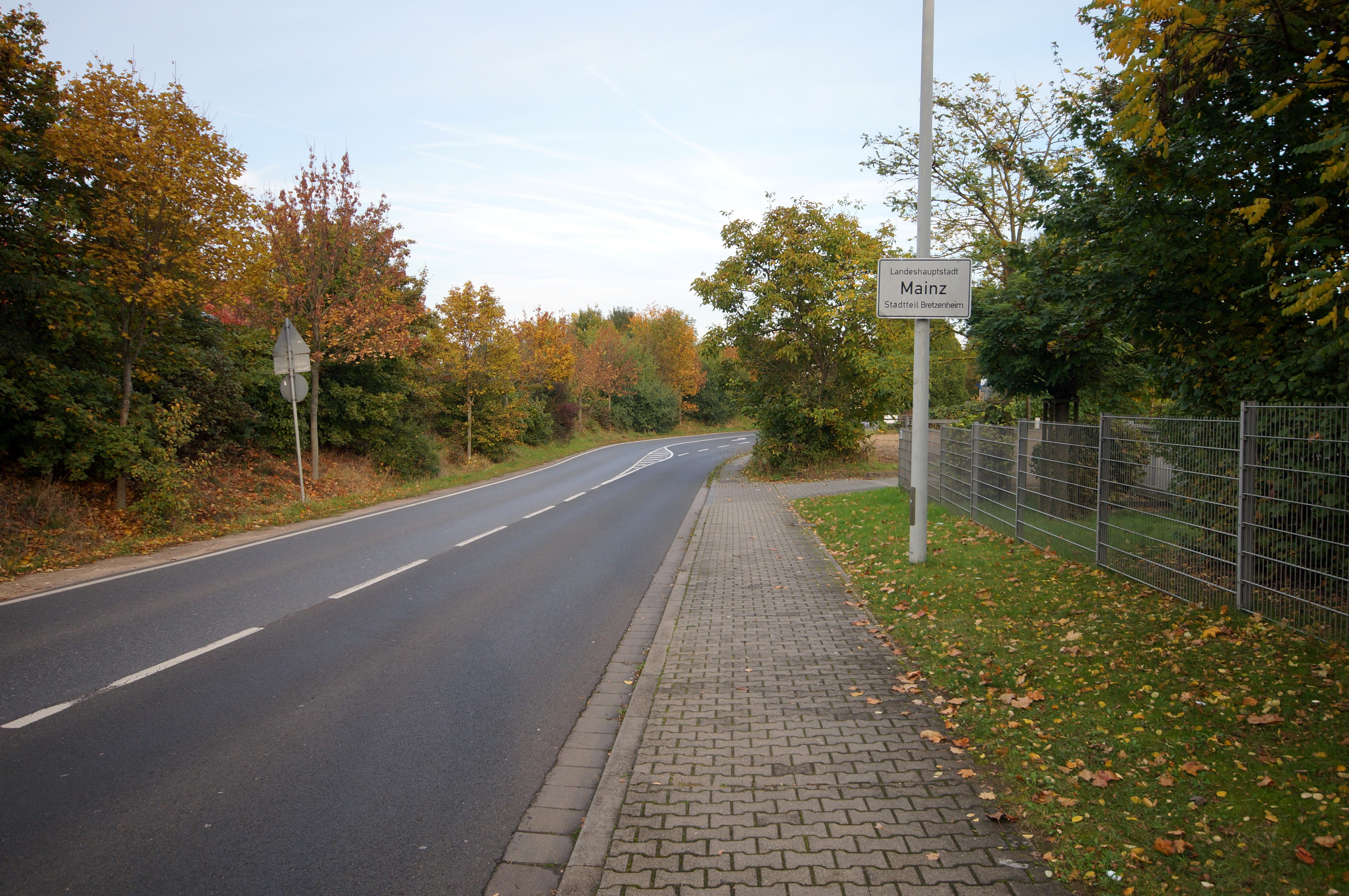
Entrée Ouest de Mainz-Bretzenheim par la K 1

- Initiative de bénévoles, ce parc est composé avec des plantes locales à Mühlweg. Il a reçu le prix Naturnahes Grün en décembre 2005, et un prix de l'environnement en 2009 dont le thème était : « les meilleurs idées pour une Rhénanie-Palatinat durable »[11]. En 2012, le parc s'inscrit dans le projet des Nations unies sur la biodiversité.

### Associations

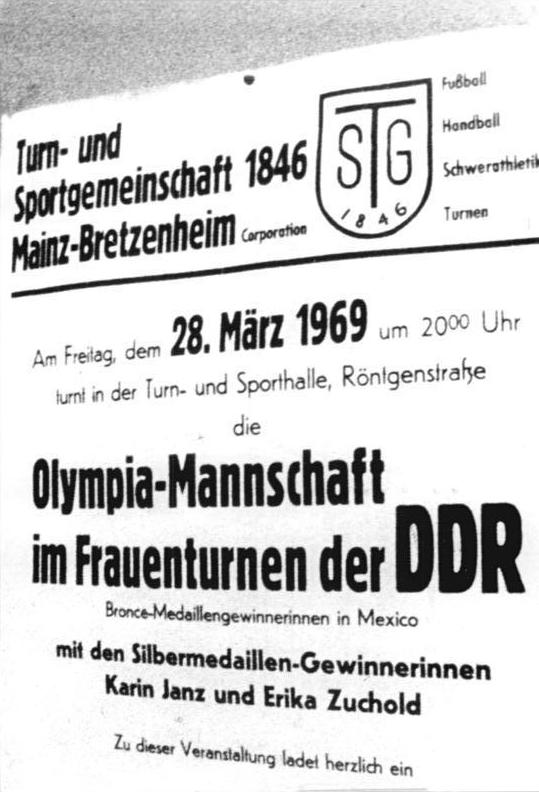
Mini scandale provoqué par une affiche du TSG 1846 Mainz-Bretzenheim en mars 1969 à cause du sigle de la DDR (RDA) qui avait été déchiré

- Comité des associations catholiques depuis 1946 (CKV) 
  - Comité féminin catholique CKV-Frauenkomitee (groupe de danse Bretzenummer Böbbcher)
- Association des amis de l'ancienne briqueterie
- Association des enseignants GOE
- Association de la communauté de Dresde
- Association pour l'histoire locale de Bretzenheim et Zahlbach [12]
- Musikcorps Die Jakobiner 1973 : fanfare et carnaval
- CVJM Mainz-Bretzenheim
- Pompiers volontaires (Freiwillige Feuerwehr) Mainz-Bretzenheim[13]
- Scouts St. Willigis [14]
- Groupes sportifs : 
  - DJK Moguntia Bretzenheim[15] : handball, gymnastique, marche, tennis, tennis de table
  - Karaté Dojo[16]
  - Club hippique Mainz-Bretzenheim : dressage et spectacles[17]
  - SG Bretzenheim[18]
  - SV Bretzenheim[19]
  - TSG 1846 Mainz-Bretzenheim[20] : football, handball, volleyball, lutte, gymnastique, tennis
  - Tennis Halle[21]
- Groupe de travail Naturnahes Grün[22]
- Chœur d'hommes 1839 Mainz-Bretzenheim
- SV Vitesse Mayence 1986
- Refuge animal 1908 MZ-Bretzenheim
- Centre des jeunes[23]

### Stade de Football
Le 4 mai 2009 est posée la première pierre de la Opel Arena, où la 1. FSV Mainz 05 joue ordinairement depuis la saison 2011-2012 ; son terrain d'entrainement reste le Stadion am Bruchweg sur Bretzenheim. Le stade fut inauguré le 3 juillet 2011 sous le nom Coface Arena et renomme en 2016 sous le nom Opel Arena.

### Événements réguliers
- fête de la vieille briqueterie Ziegeleifeist, le premier dimanche de septembre[24]
- Carnaval
- Fête du bretzel
- Fête Auf der Kerb[24]

## Économie et infrastructures
Bretzenheim a une importante zone industrielle dans sa partie sud-est, où  convergent les autoroutes A 60 et A 63, ainsi que la route fédérale B 40. S'y trouve aussi un important centre commercial, le Gutenberg-Center. Le centre commercial fut inauguré 1977 sous la responsabilité du groupe Carrefour. 

### Liaisons routières
- Rocade de Mayence (A 60 pour le quartier de Bretzenheim)
- Croisement d'autoroutes de l'A 60 avec l'A 63 et la route fédérale B 40 (49° 57′ 52″ N, 8° 14′ 21″ E)

### Transports
Bretzenheim est bien intégré dans le réseau de bus et de tramway de Mayence, et relié aux deux gares, la Gare centrale de Mayence (Mainz Hauptbahnhof) et la gare du théâtre romain. 
| Tram | ligne MVG 52                                                                                 |
| Bus  | lignes MVG 70, 71, 69, 90, lignes MVG/ESWE 6, 6A, lignes MVG/ORN 68, 75, lignes ORN 650, 652 |

Une ligne de tram est prévue qui doit traverser le quartier et relier ainsi Mainz-Marienborn et Mainz-Lerchenberg, permettant la liaison avec l'Université Gutenberg et le Campus de l'Université de sciences appliquées de Mayence.

## Personnalités liées
- Alfred Mumbächer (de) (1888-1953), peintre
- Franziska Reichenbacher (de), présentatrice de télévision, qui a vécu ses six premières années à Bretzenheim

## Source de la traduction
- (de) Cet article est partiellement ou en totalité issu de l’article de Wikipédia en allemand intitulé « Mainz-Bretzenheim » (voir la liste des auteurs).